# 26 mars 2016
Le samedi 26 mars 2016 est le 86e jour de l'année 2016.

## Décès
- Édouard Leveau (né le 22 septembre 1933), homme politique français
- Alfredo Sabbadin (né le 20 janvier 1936), coureur cycliste italien
- Andreas Peter Cornelius Sol (né le 19 octobre 1915), missionnaire, prélat indonésien
- Aubert Mukendi (né en 1927), homme politique congolais (RDC)
- Colette Seghers (née le 1er décembre 1928), poète française
- Germinal Casado (né le 6 août 1934), danseur, décorateur et directeur de théâtre
- Igor Pashkevich (né le 1er juillet 1971), patineur artistique soviétique
- Jim Harrison (né le 11 décembre 1937), écrivain américain
- Michel Duc-Goninaz (né le 6 septembre 1933), espérantiste français
- Rolf Gindorf (né le 14 mai 1939), sexologue allemand
- Yoshimi Katayama (né le 15 mai 1940), pilote motocycliste et automobile japonais

## Événements
- Championnats du monde de semi-marathon 2016
- Début du critérium international 2016
- annonce de l'observation par le VLA d’un agrégat de poussières dans le disque protoplanétaire de HL Tauri (image d’ALMA de 2014), signe de la probable formation en cours d’une super-Terre.
- la ligne Shinkansen Hokkaidō est en service commercial.